# Brockmania membranacea
Brockmania membranacea är en malvaväxtart som beskrevs av W. V. Fitzg.. Brockmania membranacea ingår i släktet Brockmania och familjen malvaväxter. Inga underarter finns listade i Catalogue of Life.